# Ramal F6 del Ferrocarril Belgrano
El Ramal F6 pertenece al Ferrocarril General Belgrano, Argentina.

## Ubicación
Se halla en la provincia de Santa Fe dentro del departamento San Jerónimo.

## Características
Es un ramal de la red de vía estrecha del Ferrocarril General Belgrano, cuya extensión es de 9 km entre Maciel y Puerto Gaboto. Sus vías y durmientes se encuentran levantados.
El ferrocarril funcionó desde principios del siglo XX hasta 1945. El tren salía de Maciel y llegaba hasta el puerto, donde cargaba los cereales.